# 105-мм пушка 10.5 cm m/27
10.5 cm model 1927 (швед. 10.5 cm artillerikanon m/27) — шведское тяжёлое полевое орудие, разработанное и производимое концерном Бофорс. Применялось Нидерландами и Венгрией в ходе Второй мировой войны.

## Разработка
Пушка представляла собой орудие с большим углом возвышение (42°), являясь типичным для своего времени корпусным орудием.
По баллистике орудие значительно превосходило немецкую полевую 105-мм гаубицу leFH18, но было значительно тяжелее и уступало немецкой корпусной пушке того же калибра, будучи примерно посредине между ними как по баллистике, так и по массе. 
Помимо этого, орудие обладало раздвижными станинами, позволяющими достичь большего угла горизонтального обстрела (60°). Пушка оснащалась стальными колёсами со спицами и с резиновыми ободами, позволяющими производить буксировку механизированным транспортом. Орудие имело выстрелы раздельного заряжания с тремя видами зарядов, которые позволяли выстреливать 16-килограммовый заряд на дальности: 1-й — 12 500 метров, 2-й — 15 300 метров и 3-й — 16 300 метров. Сами снаряды оснащались 2 видами взрывателей: мгновенного/замедленного и с таймером.
4 орудия были поставлены шведской береговой артиллерии под названием 10.5 cm kanon m/27. Позже они были модернизированы до стандарта орудия 10.5 cm m/34 получив название 10.5 cm kanon m/27-34. В 1942 году они были переданы полевой артиллерии.
В монографии И. М. Кириллова-Губецкого «Современная артиллерия» (М.: Воениздат, 1937. — 3-е испр. изд. Таблица 48. Современные корпусные орудия) приводятся такие данные для этого орудия: 
105-мм пушка «Бофорс» (Швеция, 1927): Длина ствола — 40 калибров, вес снаряда — 16 кг, начальная скорость — 750 м/с (начальная кинетическая энергия 4,5 МДж), дальность — прибл. 17 км, углы горизонтальной наводки — ± 30 градусов, углы вертикальной наводки — 3/+45 градусов, боевой вес — 3550 кг, походный вес — не указан.

## Экспорт
Орудие имело также ограниченный экспортный успех.

### Венгрия
Венгрия приобрела лицензию на производство подобных пушек и выпускала их под маркой 31 M.

### Нидерланды
Нидерланды закупили всего 52 орудия. Первая партия поступила в 1927 году, вторая — спустя несколько лет. В голландской армии они назывались 10-veld и были единственными по-настоящему современными тяжёлыми орудиями к моменту начала войны в мае 1940 года. Орудия были сведены в артиллерийский корпус из 4-х полков: один 4-х батарейного (16 орудий) и три — 3-х батарейного (по 12 орудий) состава.

### СССР
Одно орудие секретным порядком было закуплено в и доставлено в СССР в 1929 году, где проходило испытание на Артиллерийском научно-испытательном опытном полигоне (АНИОП) под наименованием 107-мм пушка «Бофорс» со стволом длиной 42 калибра Особой доставки фирмы «Бофорс». Орудие было доработано под использование отечественного 107-мм выстрела от полевой пушки обр. 1910 г. путём расточки канала ствола и зарядной каморы. Собственно с орудием были поставлены 2 ствола. Пушка была доставлена на полигон в собранном виде в январе 1930 года.
Система проходила полигонные испытания дважды: первый раз в начале 1930 года. В ходе испытания орудие прошло отстрел на 450 выстрелов, в том числе
снарядами особой доставки, поступившими от фирмы-изготовителя. Из ствола № 1 было произведено 250 выстрелов, из ствола № 2 — 200 выстрелов.
Повторные испытания проходили с июля по сентябрь 1933 года. При этом орудие было испытано 300 выстрелами и возкой на 250 км.
Существенных дефектов при испытании орудия не было обнаружено, выявлены 2 существенных недостатка:
1. во время установки пушки на позиции и во время стрельбы требуется тщательное наблюдение за тем, чтобы станины надёжно упирались в грунт, так как в противном случае возможен прогиб станин;
2. сравнительно большой вес орудия.

Кроме того, в ходе испытаний наблюдался значительный износ канала ствола и выявлена его меньшая живучесть по сравнению со стволами отечественной 107-мм пушек обр. 1910/30 годов. По заявлению присутствовавшего на испытаниях представителя фирмы «Бофорс», это являлось следствием расточки стволов со 105 до 107 мм), а также использованием при стрельбе снарядов особой доставки, изготовленными за пределами СССР.
По итогам испытаний, дальнейших решений по закупке Советским Союзом данного орудия, принято не было.

## Ссылка
- Allert M.A. Goossens. 105 mm field gun (10-veld) (War over Holland - May 1940 the Dutch struggle) (англ.). Дата обращения: 8 августа 2010. Архивировано из оригинала 6 мая 2012 года.